# Szász Katalin tiroli grófné
Szász Katalin (Meißen, 1468. július 24. - Göttingen 1524. február 10.) szász hercegnő és meisseni őrgrófnő, első házassága révén osztrák főhercegné és tiroli grófné, második házassága révén braunschweign-kalenbergi hercegné. Szász Frigyesnek, a Német Lovagrend nagymesterének a nővére.

## Élete, származása
Édesapja III. Albert (1443–1500) szász herceg és meisseni őrgróf. II. Frigyes (1412–1464) szász választófejedelem és Habsburg Margit (1416–1486) fia.
Édesanyja Podjebrád Szidónia (1449–1510) cseh királyi hercegnő, Podjebrád György (1420–1471) cseh király és Kunigunda Sternberka (1422–1449) leánya, valamint Podjebrád Katalin magyar királyné ikertestvére.
Katalin volt szülei első gyermeke.

## Házasságai, gyermeke
Katalin 1484. február 24-én Innsbruckban feleségül ment Zsigmond osztrák főherceghez (1427–1496), akinek a második felesége lett. Katalin 1496. március 4-én megözvegyült anélkül, hogy gyermeket szült volna férjének. Már a következő évben 1497-ben férjhez ment Erik braunschweign-kalenbergi herceghez, akinek egy fiatalon meghalt kislányt szült, Anna Máriát. 1524. február 10-én hunyt el Göttingenben. Férje újranősült.